# Граничар (Добрицька область)
Гранича́р (болг. Граничар) — село в Добрицькій області Болгарії. Входить до складу общини Шабла.

## Населення
За даними перепису населення 2011 року у селі проживали 134 особи.
Національний склад населення села:
| Національність   | Кількість осіб | Відсоток |
| ---------------- | -------------- | -------- |
| болгари          | 94             | 79,0%    |
| турки            | 24             | 20,2%    |
| цигани           | 0              | 0%       |
| Всього відповіли | 119            |          |

Розподіл населення за віком у 2011 році:
Динаміка населення: